# Uranospinita
La uranospinita es un mineral arseniato de la clase de los minerales fosfatos, y dentro de esta pertenece al llamado “grupo de la autunita”. Fue descubierta en 1873 en los Montes Metálicos en el estado de Sajonia (Alemania), siendo nombrada así por su contenido en uranio y del griego spinos ("verdecillo") por su color.

## Características químicas
Es un uranilo arseniato hidratado con calcio, similar a otros minerales del grupo de la autunita al que pertenece.
Los cristales de uranospinita pueden contener un corazón de zeunerita.

## Formación y yacimientos
Se forma como mineral secundario por alteración de la uraninita, en la zona de oxidación de los yacimientos hidrotermales de minerales del uranio y arsénico.
Suele encontrarse asociado a otros minerales como: metazeunerita, metauranocircita, uranofano, trögerita, walpurgina, uranosferita, asselbornita, schoepita, paraschoepita, arsenuranilita o novacekita.